# Angolanische Frauen-Handballnationalmannschaft

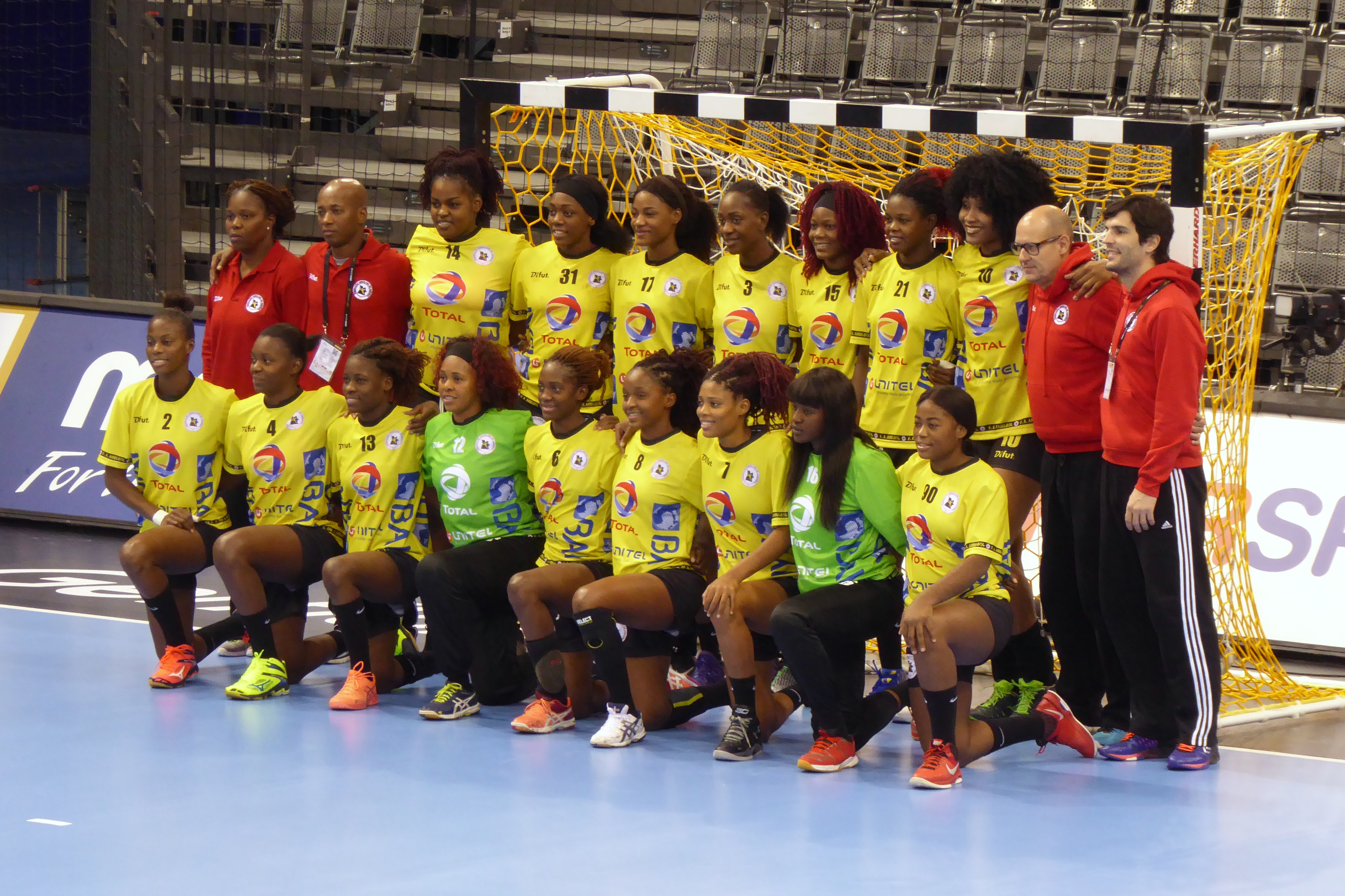
Die angolanische Frauen-Handballnationalmannschaft am 8. Dezember 2017 bei der Weltmeisterschaft in Deutschland.

Die angolanische Frauen-Handballnationalmannschaft vertritt Angola bei internationalen Turnieren im Frauenhandball.
Die angolanische Auswahl konnte schon 16 Afrikameisterschaften gewinnen. Die Mannschaft nahm 17-mal an Weltmeisterschaften und achtmal an Olympischen Spielen teil.

## Platzierungen bei Meisterschaften

### Weltmeisterschaft
- 16. Platz: Weltmeisterschaft 1990
- 16. Platz: Weltmeisterschaft 1993
- 16. Platz: Weltmeisterschaft 1995
- 16. Platz: Weltmeisterschaft 1997
- 15. Platz: Weltmeisterschaft 1999
- 14. Platz: Weltmeisterschaft 2001
- 17. Platz: Weltmeisterschaft 2003
- 16. Platz: Weltmeisterschaft 2005
- 07. Platz: Weltmeisterschaft 2007
- 11. Platz: Weltmeisterschaft 2009
- 08. Platz: Weltmeisterschaft 2011
- 16. Platz Weltmeisterschaft 2013
- 16. Platz Weltmeisterschaft 2015
- 19. Platz Weltmeisterschaft 2017
- 15. Platz Weltmeisterschaft 2019
- 25. Platz (von 32) Weltmeisterschaft 2021
Team: Marta Alberto (in 7 Spielen eingesetzt / 1 Tor geworfen), Vilma Nenganga (7/15), Marília Quizelete (7/8), Juliana Machado (7/15), Helena Paulo (7/17), Albertina Kassoma (7/38), Liliane Mário (7/9), Helena Sousa (7/0), Natália Fonseca (7/24), Wuta Dombaxi (7/11), Stélvia Pascoal (7/17), Tchieza Pemba (7/9), Eliane Paulo (7/0), Liliana Venâncio (7/18), Mbongo Masseu (7/7), Isabel Guialo (7/27);[1] Trainer war Filipe Cruz.
- 15. Platz Weltmeisterschaft 2023
Team: Marta Alberto (6/0), Teresa Almeida (5/0), Bernardeth Belo (1/0), Azenaide Carlos (6/27), Natália Fonseca (5/6), Chélcia Gabriel (6/14), Isabel Guialo (5/20), Albertina Kassoma (6/29), Juliana Machado (6/15), Liliane Mário (3/2), Stélvia Pascoal (6/15), Helena Paulo (4/5), Marilia Quizelete (5/7), Dolores do Rosário (6/5), Natália Bernardo (6/15), Estefânia Venâncio (4/1)[2]
Trainer: Vivaldo Eduardo

### Handball-Afrikameisterschaft (AM)
- Gold: 1989, 1992, 1994, 1998, 2000, 2002, 2004, 2006, 2008, 2010, 2012, 2016, 2018, 2021, 2022, 2024
- Silber: 1991
- Bronze: 1996, 2014

### Olympische Spiele (OL)
- 07. Platz: 1996
- 09. Platz: 2000
- 09. Platz: 2004
- 12. Platz: 2008
- 10. Platz: 2012
- 08. Platz: 2016
- 10. Platz: 2020
- 09. Platz: 2024

## Aktueller Kader
Marta Alberto, Teresa Almeida, Eliane Paulo, Albertina Kassoma, Liliane Mário, Azenaide Carlos, Juliana Machado, Natália Fonseca, Dolores do Rosário, Natália Bernardo, Marília Quizelete, Vilma Nenganga, Stélvia Pascoal, Chélcia Gabriel, Helena Paulo

## Bekannte ehemalige Nationalspielerinnen
- Nair Almeida
- Natália Bernardo
- Marcelina Kiala

## Trainer
Seit Januar 2024 ist Carlos Viver Trainer des Teams, sein Vorgänger war Vivaldo Eduardo.